# Islote Blanco (Isla de Borbón)
El islote Blanco(51°14′S 59°46′O / -51.233, -59.767) se encuentra al noroeste de la Isla de Borbón del archipiélago de las Malvinas. Administrativamente pertenece al departamento Islas del Atlántico Sur de la provincia de Tierra del Fuego, Antártida e Islas del Atlántico Sur.
Este islote emerge al norte del Monte Markle, y también se ubica al noreste de la isla Rasa.
Este accidente geográfico es uno de los puntos que determinan las líneas de base de la República Argentina, a partir de las cuales se miden los espacios marítimos que rodean al archipiélago.